# Жълтеникава лопатница
Жълтеникавите лопатници (Cyclorana brevipes) са вид земноводни от семейство Дървесници (Hylidae).
Срещат се в източната част на Австралия.
Таксонът е описан за пръв път от германския естественик Вилхелм Петерс през 1871 година.